# Frank Page
Allison Francis Page (Condado de Wake, 30 de agosto de 1824-Raleigh, 16 de octubre de 1899) fue un constructor y político estadounidense que fue el fundador y primer alcalde de Cary (Carolina del Norte). Fue un exitoso constructor y aserradero que construyó edificios y ferrocarriles en todo el estado, incluso en su capital, Raleigh. También fundó la ciudad de Aberdeen en el condado de Moore.

## Biografía

### Primeros años de vida y familia
Page nació el 30 de agosto de 1824, como uno de los diez hijos de Anderson Page y Mary Hayes. Su lugar de nacimiento fue la plantación de tabaco Oaky Mount en el condado de Wake, cerca de Raleigh, Carolina del Norte. Su bisabuelo, Edward Page, se había mudado a Carolina del Norte en asociación con la expedición de Lewis y Clark. Eran descendientes del colono inglés John Page que emigró a Virginia.
Page era de 6′ 5″ (1,96 m) de alto y fue descrito como teniendo una «fuerza tremenda». Su nieto Robert Page III comentó más tarde que tenía una apariencia «feroz» y barbuda. Era un estricto metodista que se oponía al juego, al baile, al teatro y al lenguaje soez. También era un firme prohibicionista del alcohol. Page era miembro del abolicionista Partido Whig.

### Negocio de la madera
Muchos de los hermanos de Page se graduaron de la universidad, pero él eligió construir un negocio maderero. Extrajo madera y suministros navales de los bosques de Carolina del Norte y los envió por el río Cape Fear hasta Fayetteville y Wilmington. Page construyó un negocio maderero en expansión en el condado de Moore y era conocido como «el Rey de la Madera».
Page se casó con Catherine «Kate» Raboteau Samuel el 5 de julio de 1849. Ella era de ascendencia hugonota. Tuvieron ocho hijos juntos, incluidos Walter Hines Page y Robert N. Page.

### Fundación de Cary
En 1854, compró 300 acres (121,4 ha) de tierra boscosa cerca de Bradford's Ordinary, un asentamiento que data de mediados del siglo XVIII. El terreno contaba con buenos recursos madereros y estaba cerca de un nuevo cruce ferroviario. Construyó una tienda de artículos secos junto a las vías del tren. En 1856, año en que empezó a funcionar el ferrocarril, también abrió una oficina de correos y fue su primer director de correos. También construyó aserraderos impulsados por agua y vapor.

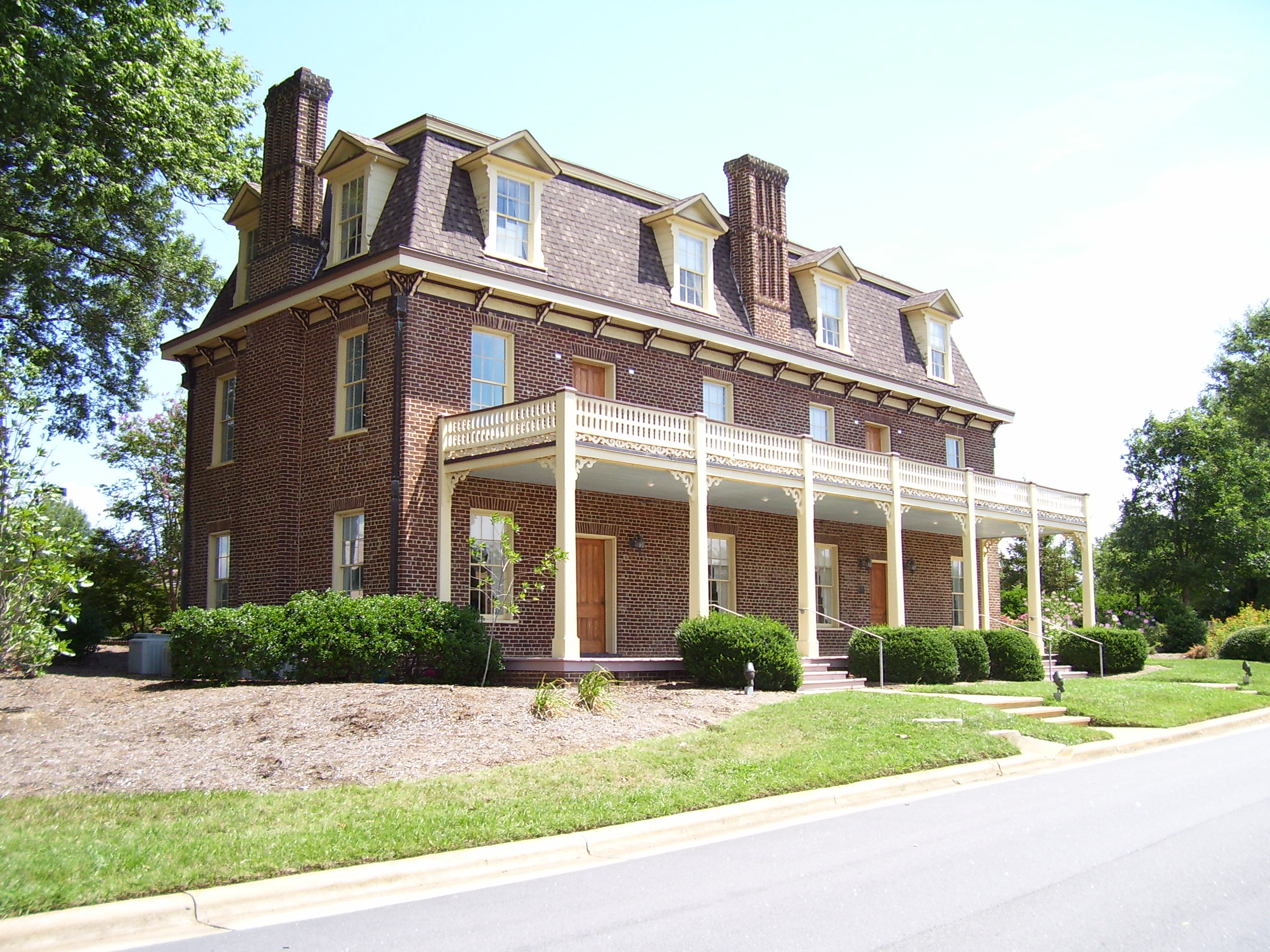
El hotel Page-Walker en Cary.

Page quedó en quiebra después de que los Estados Confederados de América perdieran la guerra de Secesión, y su dinero perdió todo su valor. Cuando tenía cincuenta años, había acumulado una deuda de 10 000 dólares. Su suerte cambió después de ser elegido para la Asamblea General de Carolina del Norte, y el valor de la tierra en Cary comenzó a aumentar. Fundó otros negocios en la zona, entre ellos una fábrica de marcos y persianas y una planta de algodón que no prosperó. Estaba planeando fundar una compañía tabacalera y construyó una fábrica de tabaco de ladrillo de tres pisos, pero el Pánico de 1873 impidió su apertura.
En 1868 construyó el Hotel Page-Walker, que daba servicio a los pasajeros del tren. Fue construido en el estilo arquitectónico del Segundo Imperio francés. Él diseñó el distrito central de la ciudad en 1869, incorporó la ciudad en 1871 y sirvió como su primer alcalde. Los ciudadanos del pueblo originalmente planearon llamarla Page's Station en honor a su fundador. Page, que era prohibicionista, decidió en cambio ponerle el nombre del líder dek movimiento por la Templanza, Samuel Fenton Cary. También escribió una prohibición del alcohol en los estatutos de la ciudad, y la venta de alcohol estuvo prohibida allí hasta 1964.

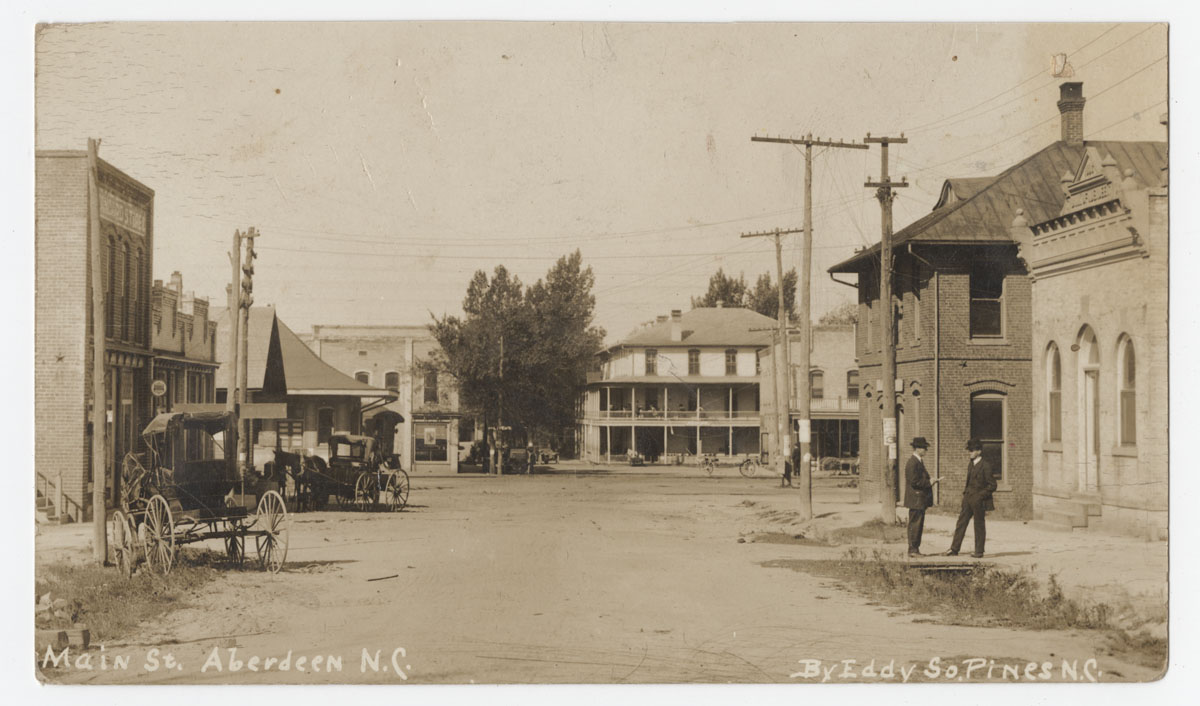
Calle principal de Aberdeen, entre 1910 y 1918.

### Fundación de Aberdeen
Page compró más de 14 000 acres de bosque de pinos en el condado de Moore durante la década de 1870. Fundó la ciudad de Aberdeen, construyendo allí dos ferrocarriles (incluido el ferrocarril de Aberdeen y Asheboro) y varios aserraderos. Él y su familia se mudaron a Aberdeen en 1881. La ciudad fue incorporada en 1889.

### Últimos años en Raleigh
En 1893, se mudó a Raleigh, donde fue director de Caraleigh Mills y fundador del Commercial and Farmers Bank. Donó miles de dólares a causas filantrópicas, y construyó muchos proyectos en la capital, incluyendo un teatro de ópera y la Academia de Música. Construyó el Mansion Park Hotel para que la ciudad tuviera un hotel sin saloon. También fundó el Hogar Metodista para Niños en Raleigh y numerosas iglesias.
Su primera esposa, Catherine, murió el 21 de agosto de 1897. Después de su muerte, Page se volvió más activo socialmente, montando caballos rápidos y presentándose a las mujeres. Quince meses después, se casó con Lula Brookshire McLeod, que tenía 37 años. Sus hijos se opusieron al matrimonio y sugirieron en sus cartas personales que creían que ella se casaba con él por su dinero.
Murió en Raleigh el 16 de octubre de 1899. La causa de su muerte fue documentada como problemas estomacales, aunque la historiadora local Katherine Loftlin sugirió que su esposa pudo haberlo asesinado. Su testamento dejó instrucciones para que fuera enterrado en el cementerio histórico Oakwood en Raleigh bajo la dirección de Lula. Sin embargo, sus hijos robaron su cuerpo y lo enterraron junto a su primera esposa, Catherine en el cementerio de Bethesda, cerca de Aberdeen. Lula celebró un funeral simulado en el cementerio de Oakwood con un ataúd vacío.